# Ярослав — Варшава — Гданськ
Ярослав — Варшава — Гданськ — один з двох головних газотранспортних коридорів, створених в Польщі у 1960—1970-х роках для транспортування природного газу в межах країни, котрий прямує через її центральні райони.
У 1930-х роках почалась газифікація центральних районів Польщі на основі ресурсів блакитного палива, виявлених у Підкарпатському воєводстві в районі Коросно (Центральний газопровід). Втім, вже у 1960-х основними джерелами поставок стали імпорт з СРСР та родовище Перемишль (найбільше в історії газової промисловості Польщі із запасами 74 млрд м3). Як наслідок, в Ярославі виник газотранспортний хаб, куди підвели три нитки від прикордонних Германовиць (у 1963, 1973 та 1976 роках з діаметрами 600 мм, 500 мм та 700 мм відповідно) та одну нитку від перемишльського родовища (в 1968-му з діаметром 600 мм).
Від Ярослава розходились два коридори — на захід у напрямку Силезії та на північний захід до Варшави. Останній спершу прямував до Розвадува (місто Стальова Воля), після чого йшов паралельно Віслі до Пулав і далі на Варшаву. У 1964—1966 роках тут проклали нитку з діаметром 500 мм, а через якийсь час її доповнили другою ниткою діаметром 700 мм.
В 1969—1970 роках від Варшави на захід до району Влоцлавека проклали першу нитку діаметром 500 мм, доповнену в подальшому ще однією такою ж. Завершальною ж ланкою коридора стала ділянка до Гданська, виконана в діаметрі 400 мм.
Для збільшення пропускної здатності в 1969-му у Ярославі ввели в дію компресорну станцію (в 2011-му на заміну їй запустили станцію Ярослав II, здатну перекачувати 300 тис. м3 на годину). Крім того, на маршруті північно-західного коридора з'явились компресорні станції у Вронуві (1970) та на північній околиці Варшави у Рембельщизні (1972).
У другій половині 1980-х до коридора в районі Рембельщизни під'єднали газопровід від Кобрина, який дозволяє постачати газ з території Білорусі.
Згодом через територію Польщі пройшов магістральний трубопровід Ямал — Європа, призначений передусім для транспортування російського ресурсу до Німеччини. Втім, при цьому облаштували точку виходу у Влоцлавеку, отриманий через яку газ міг постачатись як на північ до Гданська, так і на схід до Варшави. У 2014-му останній напрямок підсилили третьою ниткою діаметром 700 мм, яка має довжину 176 км та сполучає Ґустожин (десяток кілометрів на захід від Влоцлавека) і Рембельщизну.
Що стосується найпівнічнішої ділянки коридора, то в 2011-му її в межах проєкту Влоцлавек — Гдиня підсилили ниткою діаметром 500 мм та довжиною 252 км.
У тих же 2010-х роках підсилені центральна та північна ділянки коридора отримали два нові сполучення, котрі підвищують мобільність газотранспортної системи:
- в 2014-му Густожин з'єднали із Силезією (через яку проходить згаданий вище інший польський газотранспортний коридор);
- в 2015-му запустили газопровід Щецин – Гданськ, котрий може подавати ресурс, імпортований через термінал ЗПГ Свіноуйсьце.
Сформований таким чином у Густожині газовий хаб підсилює розташоване поблизу підземне сховище газу Могильно.
Що стосується колишньої головної точки входу в коридор у Ярославі, то варто відзначити, що в 2010-х припинилась подача газу із Германовиць, натомість ділянку Ярослав — Германовиці реверсували для поставок блакитного палива до України.
Із розташованих по трасі коридора Ярослав — Варшава — Гданськ споживачів природного газу можливо згадати заводи азотної хімії в Пулавах та Влоцлавеку, запущену в 2000-му ТЕЦ Нова Сажина, переведену 2014-го на блакитне паливо ТЕЦ Гданського нафтопереробного заводу. У 2016-му, 2018-му та 2020-му стали до ладу потужні парогазові блоки ТЕС Влоцлавек, ТЕС Плоцьк, ТЕС Стальова Воля. А в 2021-му планують завершити будівництво ще одного великого парогазового блоку на ТЕЦ Жерань (одна з двох теплоелектроцентралей Варшави).